# باتريك آكس
باتريك آكس (بالهولندية: Patrick Ax)‏ هو لاعب كرة قدم هولندي في مركز نصف الجناح، ولد في 1 ديسمبر 1979 في خرونينغن في هولندا. لعب مع إن إي سي نيميخن ودي غرافشاب وغو أهد إيغلز وفيتيسه آرنهم ونادي غرونينغن.